# Doo Doo Doo Doo Doo (Heartbreaker)
"Doo Doo Doo Doo Doo (Heartbreaker)" er en single fra The Rolling Stones fra deres 1973 album Goats Head Soup.
Den blev skrevet af Mick Jagger og Keith Richards, og teksten til ”Doo Doo Doo Doo Doo (Heartbreaker)” fortæller to historier. Den ene er baseret på en sand fortælling om New York City Police Department, der skød på en dreng fordi de mistænkte ham som bankrøver. Den anden er om en 10 årige pige, der dør af en overdosis. Den blev betragtet som en af The Stones mest politiske sangen siden "Street Fighting Man" og " Sympathy for the Devil", fra deres album Beggars Banquet.
”Doo Doo Doo Doo Doo (Heartbreaker)” blev først indspillet I November og december 1972, for den lev genindspillet tidligt den efterfølgende sommer. Jim Price stod for sangen hornblæsere og spillede saxofon i stedet for Bobby Keys. Chuck Findley tog over for Price på trompet. Richards spillede bass, og Billy Preston spillede klaver og orgel. 